# Келвин (река)
Ке́лвин (англ. Kelvin [ˈkɛlvɪn], гэльск. Ceilbhinn) — река на юго-западе Шотландии. Является притоком реки Клайд, впадает в Клайд на территории Глазго, пройдя через север и северо-восток города. Длина реки составляет 35 км, площадь бассейна — 350 км².
От названия реки образован титул знаменитого физика Уильяма Томсона — «барон Кельвин» (традиционное написание, также «лорд Кельвин»).

## Название
Гидроним «Келвин» имеет, вероятно, бриттское происхождение. Название реки может восходить к бриттскому слову *celeμïn, родственное которому слово  celefyn  в валлийском языке означает «ствол, стебель», или же напрямую к нулевой ступени аблаута праиндоевропейского корня этого слова  *kḷh1-  — «восставать, взвиваться».

## Течение

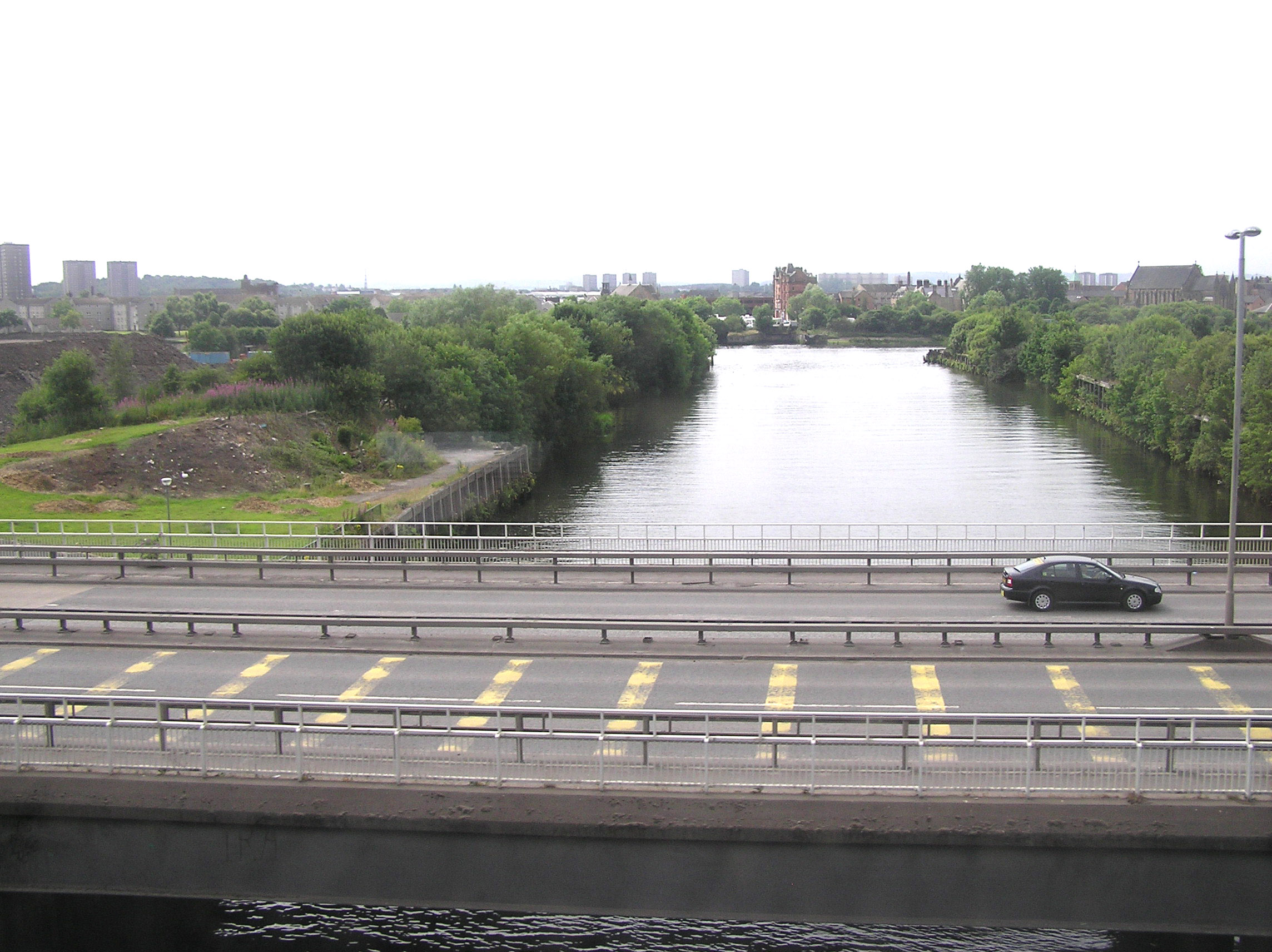
Река Келвин, протекающая под мостом Клайдской автострады перед впадением в реку Клайд

Река Келвин берёт начало на болоте к юго-востоку от деревни Бантон, в 4,8 км (3 мили) в направлении ост-тень норд (азимут 78,75°) от Килсита.
Изначально Келвин течёт на юг к болоту Дуллатур, где попадает в искусственное русло, поворачивая на девяносто градусов на запад и протекая далее вдоль северной границы болота через долину реки Келвин (она же Страткелвин), параллельно каналу Форт — Клайд
.
Первый важный (и значительно более полноводный, чем он сам) приток Келвина — это ручей Чантиклиар-Бёрн, который берёт начало на холме у деревни Дуллатур. Затем Келвин продолжает своё течение в западном направлении, где принимает, к западу от моста Крейгмарлох, частично обезвоженный, вследствие отвода воды в канал Форт — Клайд, ручей Шовенд-бёрн. Следующий важный приток Келвина — Гаррел, который вливается к юго-востоку от Килсита и к югу от болота Думбрек.
Затем Келвин проходит через широкую пойму к северу от Твечар, где принимает водами рек и ручьев Докуотер, Куинзи-бёрн, Каст-бёрн и Борд-бёрн, прежде чем достигнет Керкинтиллоха — места слияния с более полноводными реками Глазерт и Лагги. Затем он течет мимо Торранса, извивается между холмами возле Балмора к югу от Бардоуи, где в него впадает река Алландер, после чего течет в юго-западном направлении, через районы Глазго Мэрихилл и Хиллхед, через парк Келвингроув и впадает на территории Глазго в 3,2 км (2 мили) к западу от центра города, в реку Клайд возле Йоркхиллского затона, разделяя городские районы Йоркхилл и Партик.

## Фауна и флора реки Келвин и её речной долины

### Животный мир
Река Келвин всегда была местом обитания для ручьевой форели. В последнее время последовательные попытки улучшить качество воды в реке были вознаграждены увеличением популяции местной ручьевой форели и возвращением в Келвин лосося, а также миноги, угря, трёхиглой колюшки и гольяна. Лосося и форель можно ловить нахлыстом, получив соответствующие разрешения.
Дикие животные, обитающие в долине реки Келвин, включают в себя следующие виды:
- млекопитающие: каролинская белка, косуля, рыжая лисица, выдра, водяная полёвка, норка, серая крыса;
- птицы: сорока, серая цапля, баклан, обыкновенная лазоревка, большая синица, зяблик, крапивник, бекас, большой пестрый дятел, чёрный дрозд, белобровик, чёрная ворона, зимородок, оляпка, кряква, большой крохаль[14].

### Растительный мир
В настоящее время флора реки Келвин, как её вод, так и прибрежной зоны, представлена порядка 250 видами высших растений, причём номенклатура видов с XIX века практически удвоилась.
Среди видов растений, произрастающих в реке Келвин и по её берегам, можно отметить следующие:
- Из водных растений и гидатофитов следует назвать такие виды, как кубышка жёлтая, хвостник обыкновенный, вахта трёхлистная, камыш лесной, осока водяная, осока носиковая, осока заячья и частуха обыкновенная[17];
- Из травянистых растений прибрежной зоны отмечаются такие виды, как хвощ приречный, канареечник тростниковидный, валериана лекарственная, лютик длиннолистный, плевел многолетний, щавель кислый и вербейник кистецветный[17], вероника горная, черемша, пролесник многолетний, звездчатка дубравная, перловник одноцветковый, осока лесная, адокса мускусная и гиацинтоидес неописанный[16], лютик ползучий[18];
- Из древесные растений отмечаются бук, клён белый, дуб черешчатый, ясень, ольха чёрная, ива козья, боярышник, липа европейская, рябина обыкновенная, конский каштан, берёза повислая, плющ обыкновенный, ежевика[18].

Вышеперечисленные растения или являются для реки Келвин и её долины аборигенными видами, или же, как, например, клён белый, имеют более чем двухвековую историю произрастания в данной локации, что подтверждается многочисленными гербариями и ботаническими отчётами и описаниями. Однако более сотни видов появилось там, начиная со второй половины XIX века.
Среди них можно отметить такие виды, как теллима крупноцветковая, толмия Мензиса, белоцветник летний, лук странный. Некоторые виды, например, связноплодник вонючий, Петров крест скрытый или камнеломка круглолистная, встречаются лишь в одной или двух локациях долины реки Келвин, причём камнеломка круглолистная весьма редка в Великобритании вообще.
При этом 13 видов, например, голокучник обыкновенный, начиная со второй половины XIX века в долине Келвина более не регистрировались.
Особо отмечаются три инвазивных вида растений долины Келвина, представляющие опасность для местной флоры или для человека. Это борщевик Мантегацци, недотрога желёзконосная и рейнутрия японская (она же фаллопия японская) — последняя включена в список самых опасных инвазивных видов по версии МСОП. Все эти виды были завезены в первой половине XIX века для высаживания в качестве декоративных растений, но в 1860—1870-е гг. «сбежали» из культуры.
Борщевик Мантегацци, вследствие содержания в соке фотосенсибилизирующих веществ — фуранокумаринов, подобно родственному ему борщевику Сосновского, представляет опасность для человека, а также других млекопитающих, вызывая фотоожоги после контакта кожи с растением. Недотрога желёзконосная агрессивнр распространяется, образуя заросли площадью до нескольких десятков квадратных метров и вытесняя другие виды. Рейнутрия японская (а также, в меньшей степени, её естественный природный гибрид рейнутрия богемская с родственным видом рейнутрия сахалинская, аналогично завезённым в Великобританию для декоративного высаживания и впоследствии «сбежавшим» из культуры) подавляет другие растения путем затенения их под плотным пологом своих листьев. Несмотря на активные попытки уничтожения их посредством применения ядохимикатов или агротехнических приёмов, эти инвазивные виды прдолжают быть широко распространёнными на всём протяжении долины реки Келвин.

## Келвин как граница между округами
По ходу своего течения река Келвин дважды становится естественной границей между округами Шотландии: между Куинзибёрном и Керкинтиллохом разделяет округа Норт-Ланаркшир и Ист-Данбартоншир, а в нижнем течении, к юго-востоку от пригорода Глазго Малгай (Милнгеви), является границей между округами Ист-Данбартоншир и Глазго-Сити.

## Достопримечательности по берегам реки Келвин
- Университет Глазго;
- Келвин-Холл[англ.];

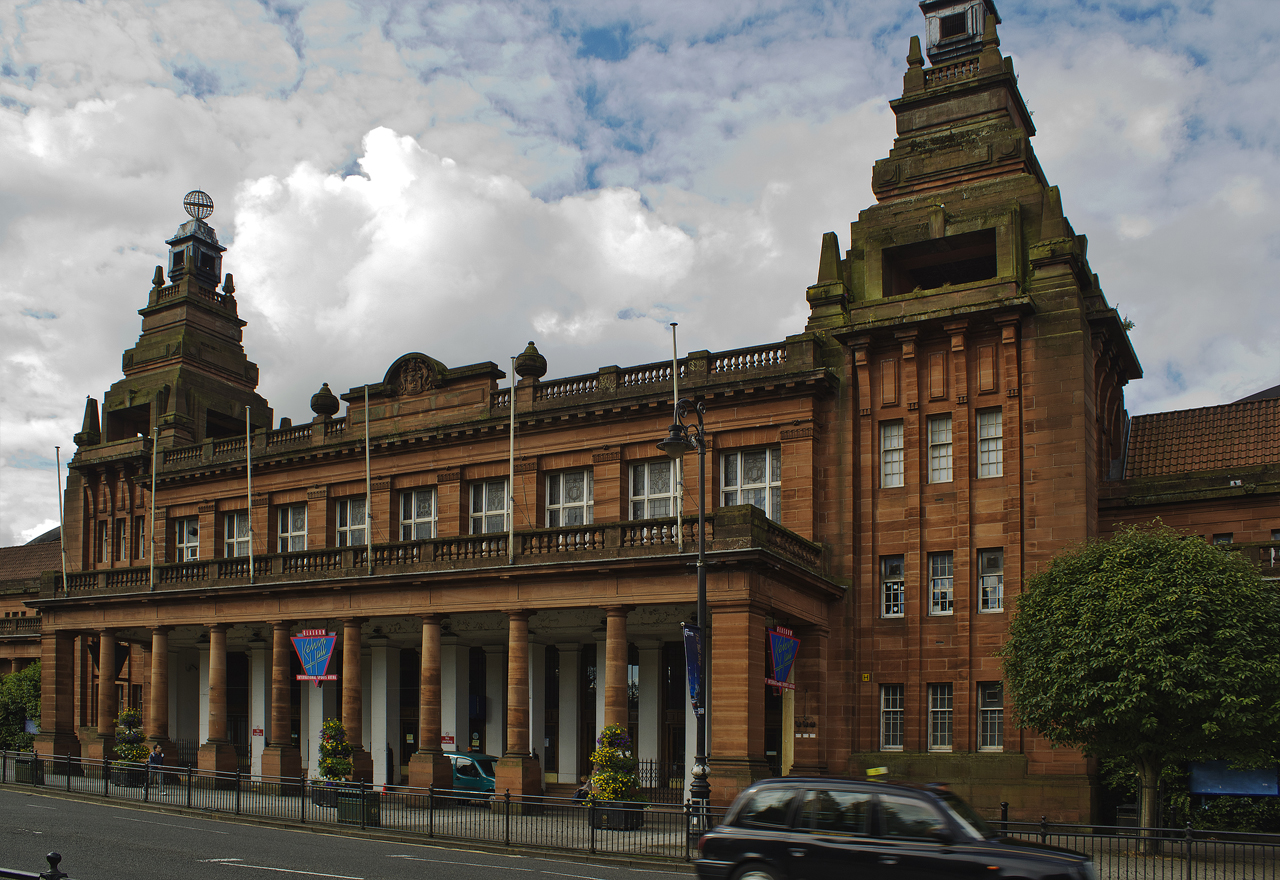
Келвин-Холл — один из крупнейших выставочных центров Великобритании

- Музей Риверсайд (бывший Музей транспорта)[англ.];
- Ботанический сад Глазго[англ.];
- Парк Келвингроув[англ.];
- Художественная галерея и музей Келвингроув. Находится в парке Келвингроув[13].

## Мосты через Келвин

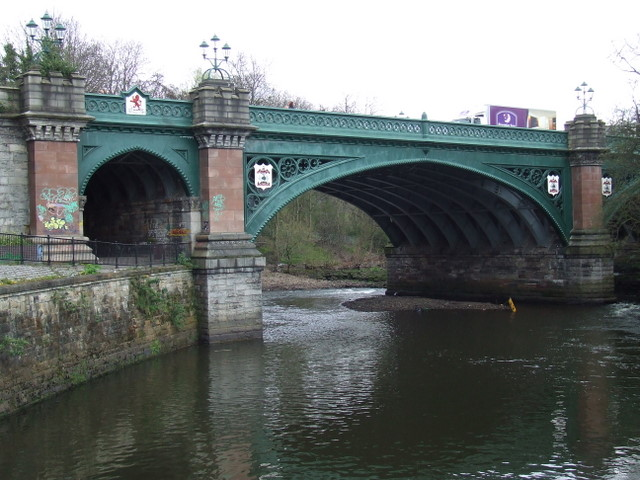
Большой Западный мост

На территории Глазго через Келвин переброшено несколько мостов. Наиболее примечательным из них является Большой Западный мост, он же Келвинбридж по автодороге A82 в Вест-Энде Глазго. Мост построен в 1889—1891 гг. по проекту инженеров Роберта Брюса Белла и Дэниела Миллера. Это характерный для викторианской эпохи чугунный арочный мост, с двумя большими арками, перекинутыми через реку и двумя арками меньшего размера над набережными по обоим берегам реки. Мост производит впечатление своими «тюдоровскими арками», фонарями и решетками, украшенными гербами Глазго и исторического графства Ланаркшир, центром которого был Глазго. Гербы Глазго и Ланаркшира находятся также на решетках, закрывающих антревольты больших арок моста. К мосту, возле его юго-восточного устоя, примыкает станция метрополитена Глазго, которая носит название «Келвинбридж» — по обиходному названию моста и окружающей его местности.

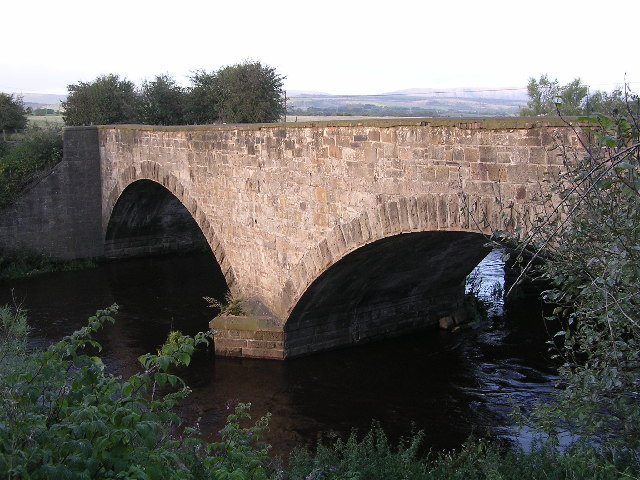
Мост Балмуилди

Также в пределах Глазго находятся мост Партик по Думбартон-роуд, также построенный по проекту Белла и Миллера и являющийся, по существу, уменьшенной копией Большого Западного моста, мост Балмуилди возле остатков Вала Антонина — форта Балмуилди, мост по Куин-Маргарет-драйв, мост Ха’пенни и несколько мостов на территории парка Келвингроув
.
По Келвинскому акведуку над рекой Келвин проходит канал Форт — Клайд. На момент открытия Келвинский акведук был крупнейшим судоходным акведуком в Великобритании. Река Келвин также используется для сброса воды из канала в случае его переполнения при половодьях и паводках.

## Лорд Кельвин

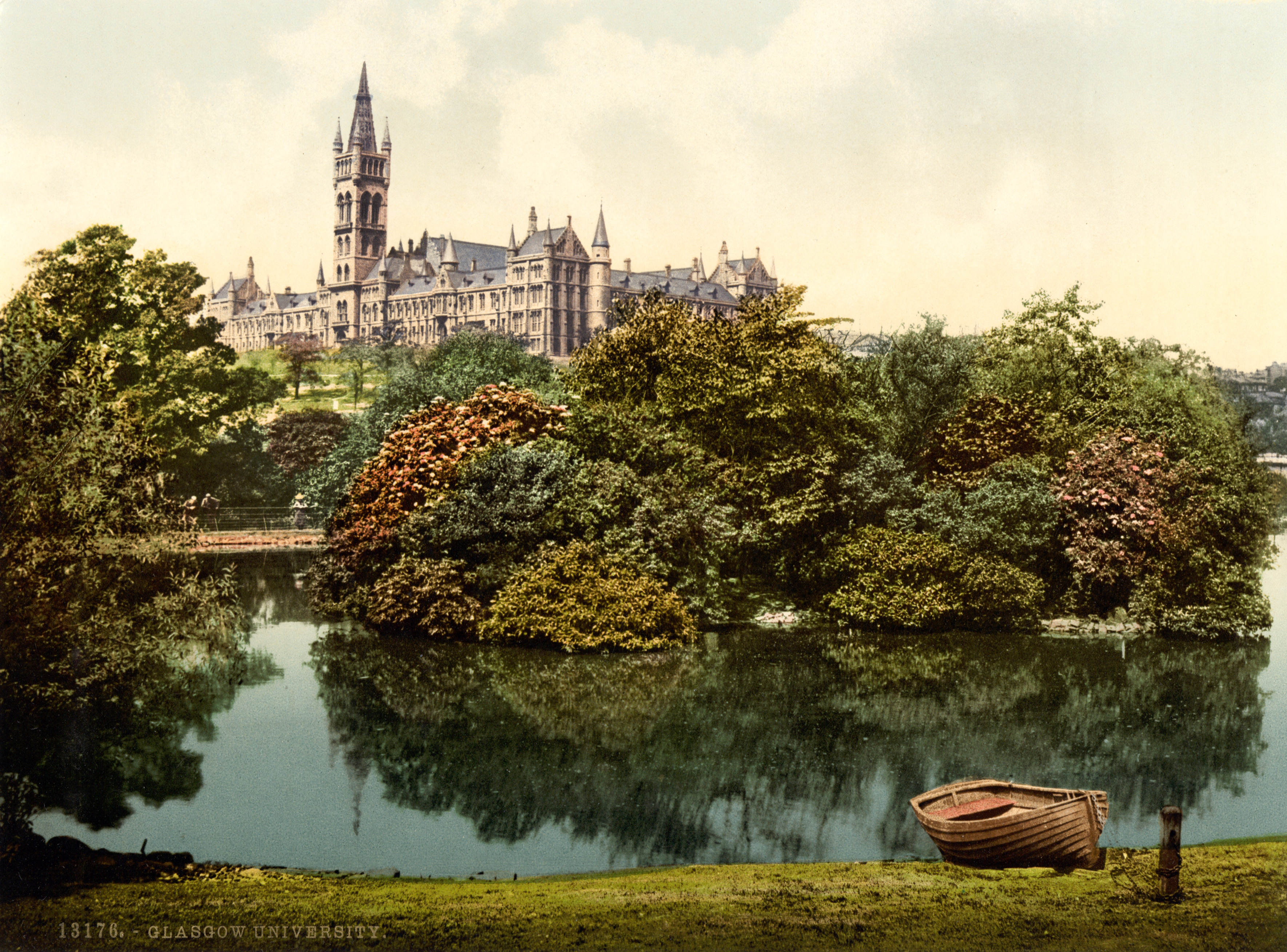
За излучиной реки Келвин — здание университета Глазго, где прошла практически вся научная деятельность Уильяма Томсона, лорда Кельвина

Знаменитый физик Уильям Томсон за свои научные достижения, а также за противодействие движению ирландского самоуправления, 23 февраля 1892 года был пожалован королевой Викторией наследственным пэрством с титулом «барон Кельвин» (устоявшееся в русском языке написание этой фамилии), в результате чего он стал известен как «лорд Кельвин». Баронство Уильяма Томсона получило название по реке Келвин, которая протекает мимо университета Глазго, в лаборатории которого прошла практически вся его научная деятельность.
Благодаря Уильяму Томсону — лорду Кельвину — название реки также увековечено в единице измерения температуры в Международной системе единиц (СИ), названной в честь физика кельвин.